# Thelcticopis moesta
Thelcticopis moesta là một loài nhện trong họ Sparassidae.
Loài này thuộc chi Thelcticopis. Thelcticopis moesta được Carl Ludwig Doleschall miêu tả năm 1859.